# Список вулиць Донецька (Л)
| Назва         | тип    | Колишні назви                          | Район(и)       | Місцевість                                | Джерела |
| ------------- | ------ | -------------------------------------- | -------------- | ----------------------------------------- | ------- |
| Лабутенка     | вул.   |                                        | Калінінський   |                                           |         |
| Лагутенка     | просп. | Великий                                | Ворошиловський | Центр                                     |         |
| Ленінський    | просп. | вулиця Жданівська, проспект Металургів | Ленінський     | Центр, Зоряний, Сонячний, Мирний, Голубий |         |
| Лесі Українки | вул.   |                                        | Петровський    |                                           |         |
| Лікарняний    | пров.  |                                        | Кіровський     |                                           |         |